# 国米泰石
国米 泰石（こくまい たいせき、1879年1月1日 - 1957年12月30日）は、鳥取県八頭郡智頭宿（現・智頭町）出身の仏像修復師（仏師）。墓所は智頭町の興雲寺。
約50年に渡って仏像の修復などに携わり、16府県の95以上の神社・寺院にある約320の仏像修復を手掛けた。「今日の日本の国宝・重要文化財の仏像の命脈は泰石によって保たれた」と称されている。

## 経歴

### 幼少期

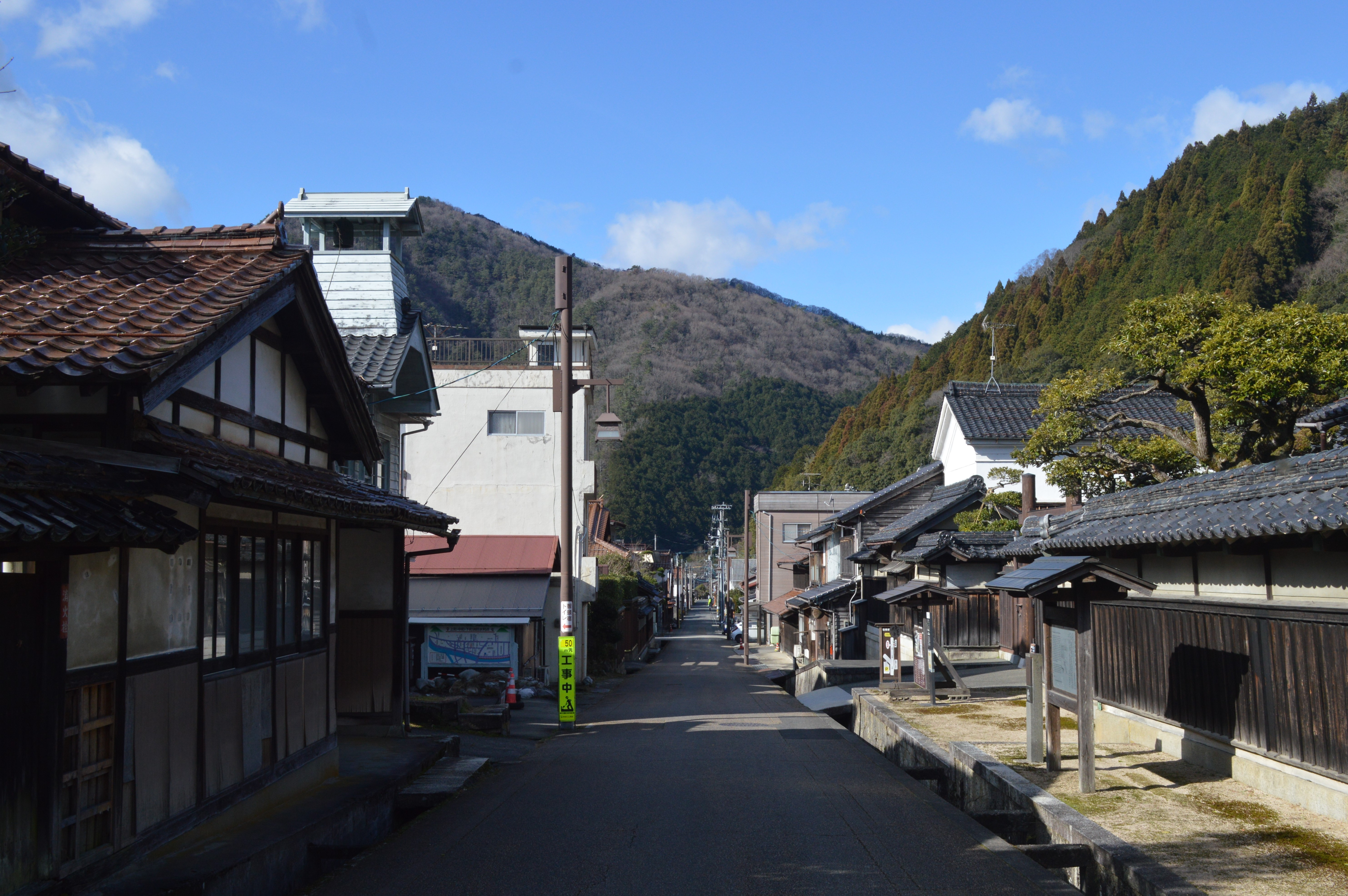
智頭宿

1879年（明治12年）1月1日、鳥取県八頭郡智頭宿（現・智頭町）に生まれた。父は狩野派の画家である小林桃渓（国米善太郎）、母は諏訪神社の小林正広神主の長女八重野であり、泰石は次男だった。なお、鳥取市が刊行した『鳥取市七十年 市史』では国米泰石が「本市出身」とされている。
幼少期に母の八重野が死去し、父の小林桃渓は留守がちだったため、宮大工の棟梁である養父の藤田幸七に育てられた。12歳の時には小林桃渓も死去した。国米泰石は少年時代から手先が器用であり、9歳の時には見事な出来栄えの将棋の駒を作ったという。
1903年（明治36年）春、日本美術院長の岡倉天心が智頭町にある豊乗寺の国宝調査に訪れた際、石谷家の石谷伝四郎が国米泰石の技量の高さを岡倉天心に示したところ、岡倉天心に招かれて日本美術院に入った。

### 仏像修復師として
その後は仏像修理や彫刻の道に進み、奈良県の東大寺法華堂（三月堂）の仏像の修復作業が初仕事となった。1907年（明治40年）には日本美術院の技手に任じられ、京都府紀伊郡伏見町の醍醐寺の国宝修復工場主任を任された。
その後も京都市の天龍寺内の嵯峨工場主任、奈良県生駒郡斑鳩町の法輪寺工場主任、奈良県生駒郡法隆寺村の法隆寺工場主任、京都府の浄瑠璃寺工場主任などを務めた。さらに和歌山県海草郡下津町の長保寺工場主任、京都府相楽郡加茂町の岩船寺工場主任、法隆寺内の普門院工場主任を務め、1912年（大正元年）には福岡県筑紫郡太宰府町の観世音寺工場主任を務めた。
1925年（大正14年）には日本美術院を退職したが、その後も日本美術院の仏像修復作業に従事し、1930年（昭和5年）には島根県の清水寺国宝修理工場主任を、1932年には鳥取県西伯郡大山町の大山寺外五ヶ寺国宝修繕工事主任を務めた。さらに、鳥取県八頭郡八頭町の青龍寺、鳥取県東伯郡三朝町の三佛寺、智頭町の豊乗寺、岡山県真庭市の勇山寺、奈良県宇陀市の室生寺、岡山県倉敷市の安養寺、岡山県美作市の長福寺でも仏像修復を行っている。
また、香川県小豆郡小豆島町の西ノ瀧（小豆島八十八箇所第42番札所）の本尊である弘法大師像は国米泰石の作品である。

### 帰郷後

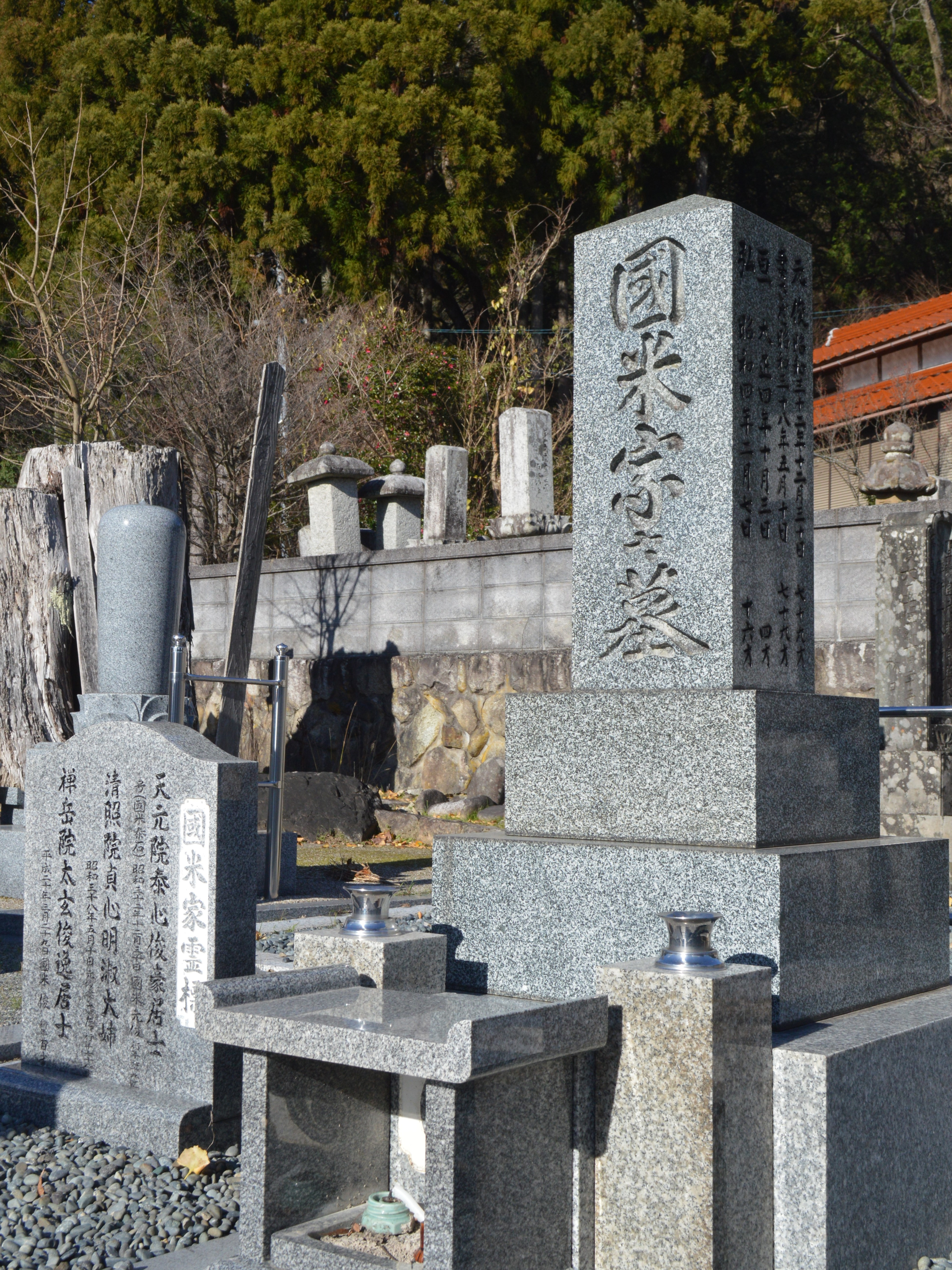
興雲寺にある墓

大正時代には故郷の智頭町で石谷家住宅が改築されたが、国米泰石は石谷家住宅の大屋根の鬼瓦と欄間の製作を手掛けた。1925年（大正14年）に鳥取県に帰って鳥取市栗谷町に居住した。
1937年（昭和12年）には京都の妙心寺から大仏師の称号が与えられた。1954年（昭和29年）には鳥取県文化財専門委員に就任した。1955年（昭和30年）には褒章制度として新たに黄綬褒章が制定されたが、国米泰石は鳥取県で第1号となる黄綬褒章の受章者となった。1957年（昭和32年）12月30日に死去した。墓所は智頭町の興雲寺。

### 死後
1977年（昭和52年）9月30日、1938年（昭和38年）に製作した興雲寺の弘法大師坐像が智頭町有形文化財に指定された。
2003年（平成15年）10月、鳥取県立博物館で企画展「よみがえる仏像 国米泰石特別展」が開催された。